# Jack Telnack
John J. Telnack, detto Jack (Detroit, 1937), è un designer statunitense.

## Biografia

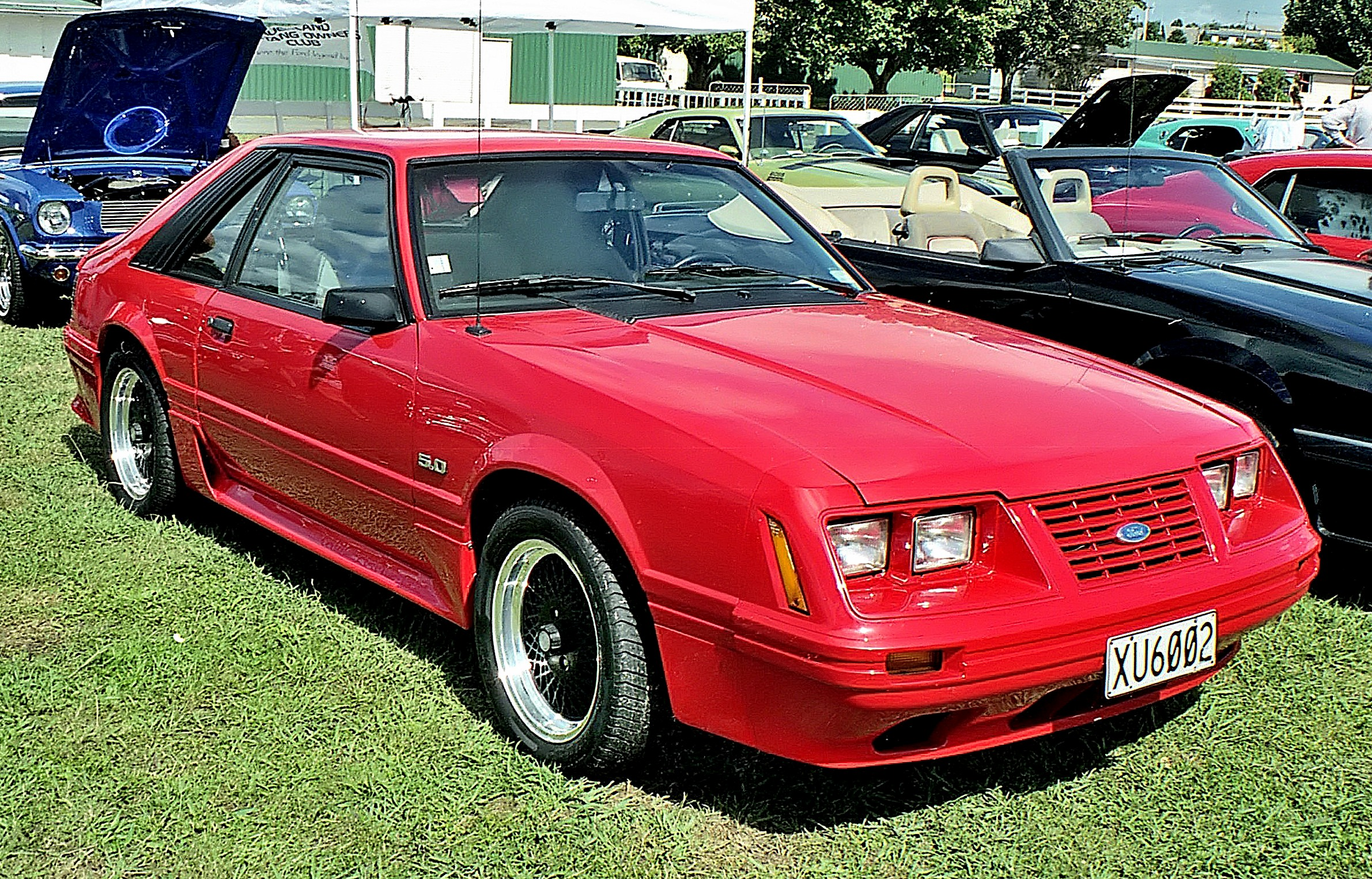
Ford Mustang III serie del 1979, una delle prime opere del designer statunitense

Dopo i suoi studi all'Art Center College of Design di Pasadena in California, Telnack approdò quasi subito alla Ford, nel 1958. Nel 1965, Telnack divenne capo del design nella divisione Lincoln-Mercury e già l'anno seguente fu capo designer alla sezione australiana della Ford, mentre nel 1974 fu vice presidente del design alla Ford europea. La carriera di Telnack raggiunse il suo apice nel 1980, quando divenne vice presidente globale del design Ford.
L'importanza di Telnack per la Ford fu quella di aver avviato un nuovo corso stilistico, fatto di linee più aerodinamiche. Molte delle creazioni firmate da Telnack negli anni settanta ed ottanta del XX secolo, sebbene si siano rivelate solo dei tiepidi successi commerciali, hanno testimoniato la volontà del colosso statunitense di uscire da quel periodo fatto di forme statiche che aveva caratterizzato i decenni precedenti, per avventurarsi in quello stile tipico delle vetture europee, caratterizzato da linee spesso spigolose, ma tese e dinamiche. Tra questi modelli vanno senz'altro citati la Ford Taurus del 1986, la Mustang del 1979, la Thunderbird del 1983 e la Lincoln Mk VII del 1984.

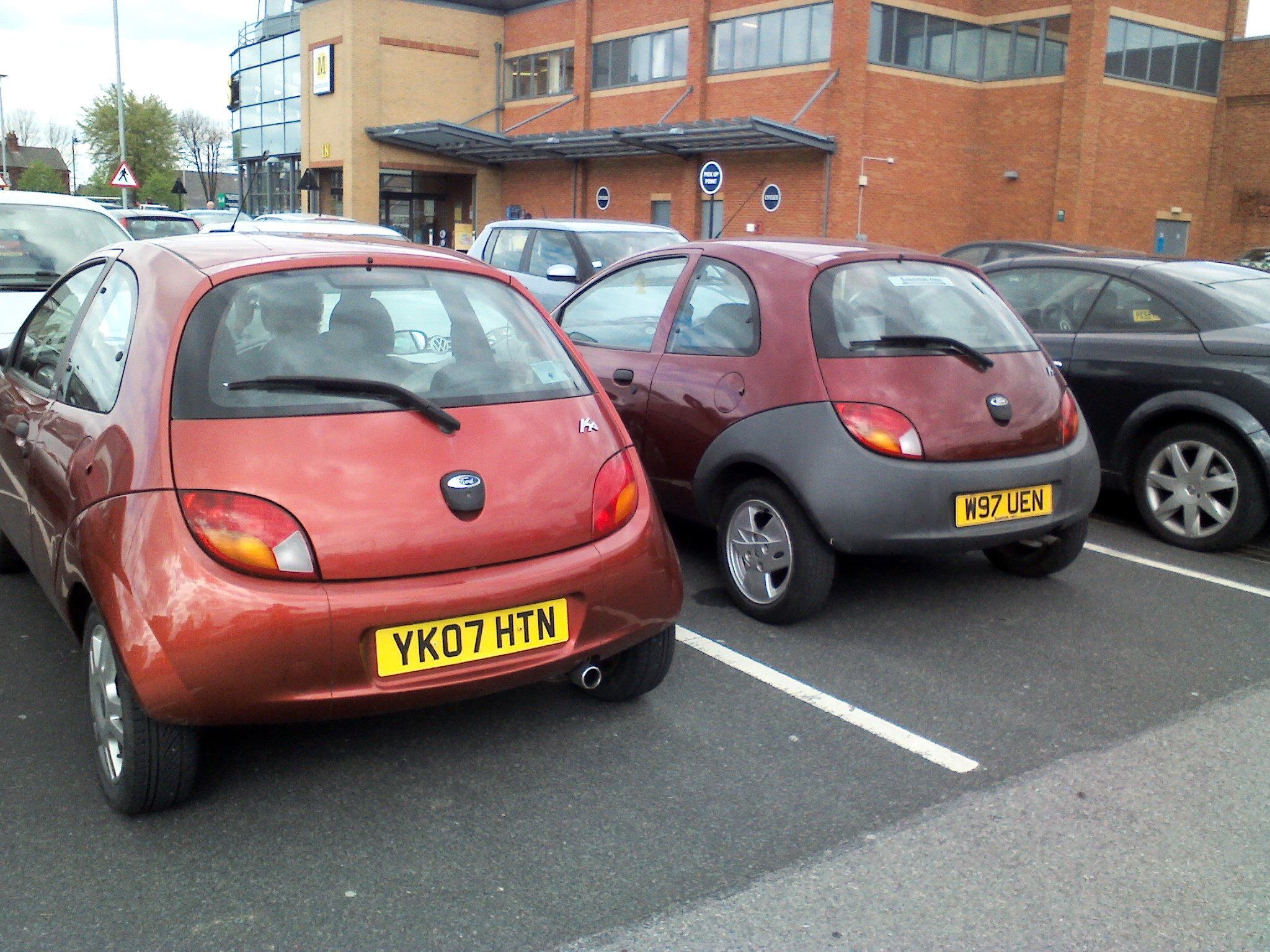
Ford Ka è stata l'ultima vettura di Telnack, che ha inaugurato il nuovo corso stilistico "New Edge"

Un altro merito di Telnack, per quanto riguarda la produzione europea della Ford, è stato quello di aver introdotto nella seconda metà degli anni novanta il cosiddetto design "New Edge", introdotto sui modelli Ford europei a partire dal 1997 con la commercializzazione della Ford Ka. Proprio nel 1997, Telnack annunciò il suo ritiro dall'attività.